# Битка код замка Ичијодани
Битка код замка Ичијодани (1573) била је одлучујућа победа Ода Нобунаге над кланом Асакура, независним великашима у провинцији Ечизен.

## Позадина
Рат Ода Нобунаге против клана Асакура, господара провинције Ечизен, започео је у пролеће 1570, након што је Асакура Јошикаге, вођа клана, игнорисао Нобунагин позив да дође у Кјото и покори се шогуну Ашикага Јошиакију. Нобунагин поход на провинцију Ечизен у пролеће 1570. завршен је повлачењем због интервенције клана Азаи из северног Омија, традиционалних савезника клана Асакура. После битке код Анегаве, Нобунагин рат против кланова Азаи и Асакура убрзо је ескалирао до општег устанка против Нобунаге у Домаћим провинцијама Јапана због сукоба са сектом Ико-ики, манастирима са планине Хиеи и шогуном Ашикага Јошиакијем, који су сви стали на страну клана Азаи и формирали коалицију против Нобунаге. Међутим, смрт Такеда Шингена, најопаснијег члана коалиције у пролеће 1573. дала је одрешене руке Нобунаги да се обрачуна са осталим члановима коалиције појединачно: шогун Јошиаки збачен је и протеран 18. јула 1573, а Нобунагина војска је већ почетком августа упала у северни Оми и напала поседе клана Азаи, који су у то време били сведени на неколико утврђења око замка Одани, њихове престонице.

## Битка
Морал самураја клана Азаи био је тако низак, да не само да се нису усудили да прихвате битку на отвореном пољу, већ су од 10. до 12. августа двојица кастелана клана Азаи предала су своје тврђаве Нобунаги, чија је војска тако потпуно опколила замак Одани и пресекла му везу са провинцијом Ечизен. На вести о томе, Асакура Јошикаге упао је у Оми са око 20.000 ратника, у покушају да нападне Нобунагине снаге са леђа и тако разбије опсаду. Војска клана Асакура утврдила се на три места у северном Омију, али су две од три тврђаве већ прве ноћи заузете издајом без отпора, а Нобунага је заробио око 1.000 људи. Иако су заробљеници у оно време обично убијани, Нобунага их је пустио да оду, надајући се да ће бегунци током ноћи изазвати панику у главнини непријатељске војске. Лукавство је успело, и главнина војске Асакура кренула је назад у Ечизен без борбе. Нобунага је реаговао интензивним гоњењем противника, који је безуспешно покушао да се одупре у планинским прелазима на граници, а затим наставио да се повлачи у нереду. У току гоњења које је трајало око 11 сати хода (око 44 км), Нобунага је за један дан заузео 10 утврђења у провинцији Ечизен, а клан Асакура изгубио је око 3.000 виђенијих ратника, међу којима је био и  Нобунагин стари непријатељ Саито Тацуоки, бивши господар провинције Мино (кога је Нобунага протерао 1567). Нападнута током повлачења, војска из Ечизена није успела да пружи организован отпор и разбежала се на све стране. Асакура Јошикаге напустио је свој главни замак Ичијодани (који је освојен после врло малог отпора) и повукао се на исток, тражећи помоћ од водећих будистичкиг манастира у својој провинцији, који су располагали великим поседима и знатном оружаном силом. Међутим, локални манастири изјаснили су се за Нобунагу, па је Јошикаге без војске побегао у замак једног од својих рођака, који га је заробио и натерао на самоубиство, како би се додворио Нобунаги. Преживели самураји из провинције Ечизен затим су се предали Нобунаги и предали му таоце за верност. Читава кампања за освајање провинције Ечизен трајала је само 12 дана, од 12. до 24. августа 1573.

## Последице
Истребивши клан Асакура и узевши таоце од водећих породица у Ечизену, Ода Нобунага поставио је новог гувернера и вратио се опсади замка Одани, који је пао већ 1. септембра 1573.